# DIGICOM
Die Software DIGICOM>64 ist eine Software-Implementierung des AX.25-Protokolls für den Commodore 64.

## Entwicklung
DIGICOM>64 wurde zwischen 1985 und Anfang der 1990er von bayerischen Funkamateuren entwickelt. Es war, ähnlich heutiger Software unter freien Lizenzen, kostenfrei erhältlich. Neben diversen Aktualisierungen mit umfangreichen Erweiterungen gab es später auch eine separate Version für den Commodore 128.
Unter dem Namen BayCom erschien zudem ein Nachfolger für unter MS-DOS laufende PCs.

## Aufbau
Die Software benötigte zum Betrieb ein einfaches Modem, zum Beispiel mit dem seinerzeit verbreiteten Modemchip TCM3105, welches am meist brachliegenden Kassettenport angeschlossen wurde. Ein kostspieliger Terminal Node Controller (TNC) als zusätzliche Hardware war nicht erforderlich.

## Anwendung
Das AX.25-Protokoll findet im Amateurfunkdienst und im Amateurfunkdienst über Satelliten vor allem bei Packet Radio und im Automatic Packet Reporting System (APRS) seine Anwendung.